# Georg Hack von Themeswald
Georg Hack von Themeswald, anche Giorgio II Hack von Themeswald (... – 23 agosto 1465), è stato un vescovo cattolico tedesco.

## Biografia

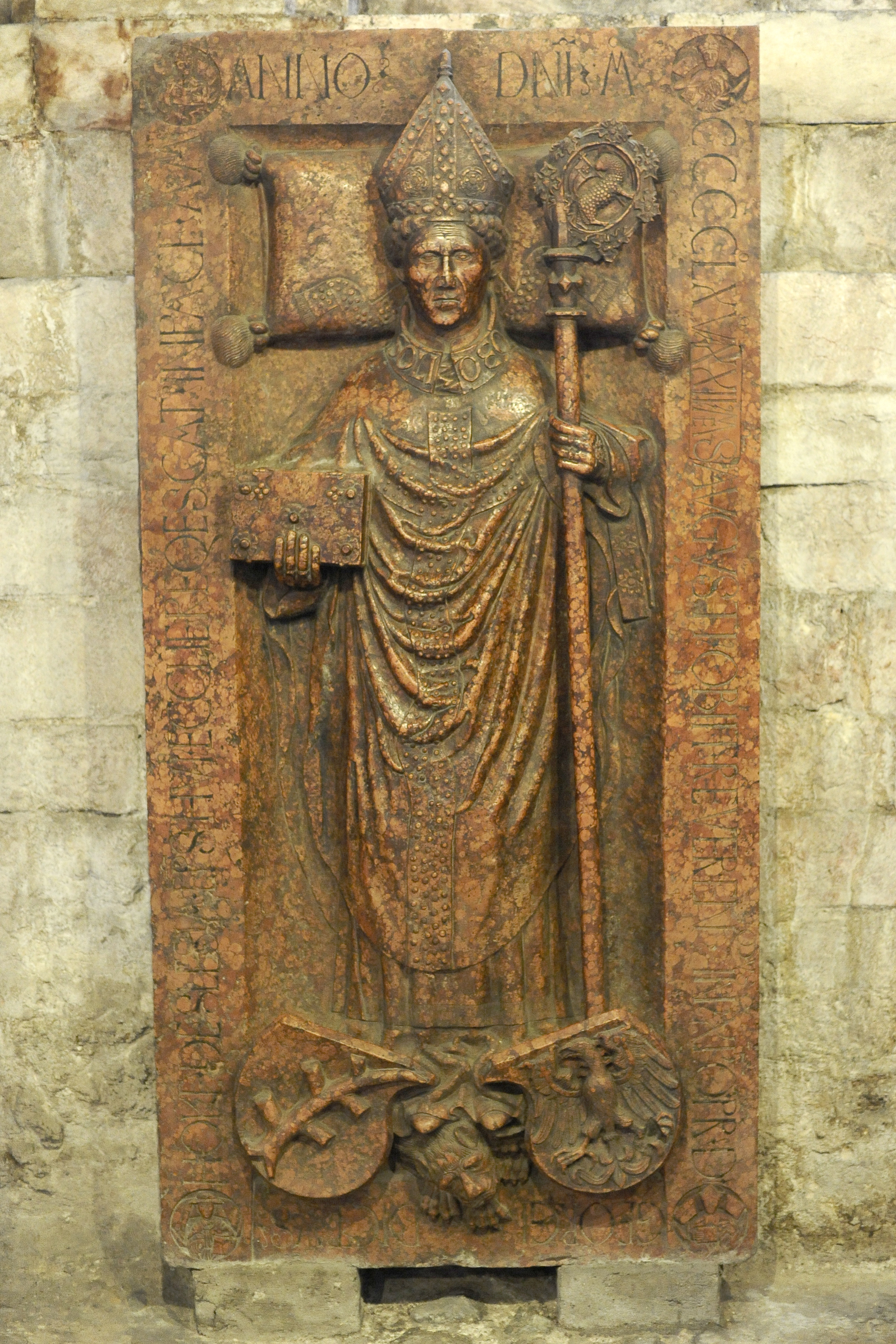
Lapide di Giorgio Hack nella basilica paleocristiana di San Vigilio

Membro di una famiglia originaria della Slesia, Georg Hack venne eletto principe vescovo di Trento il 16 ottobre 1446. Georg si trovò a dover gestire, come il suo predecessore, la pesante situazione di anarchia in cui il principato vescovile versava dalla morte di Alessandro di Masovia (1444). Georg si dovette giostrare tra la sempre più marcata interferenza politica degli Asburgo (nello specifico l'arciduca Sigismondo il Danaroso), le contese tra la Repubblica di Venezia ed il Ducato di Milano, il malcontento dei contadini e le mire della bellicosa nobiltà trentina.
Nel 1450, Georg Hack fece da mediatore tra Francesco Sforza e l'arciduca Sigismondo.
Nel 1456, il vescovo Georg riuscì a mettere l'una contro l'altra le potenti dinastie trentine dei Lodron e dei Castelbarco. Sobillati dal vescovo, i fratelli Giorgio e Pietro Lodron occuparono quattro castelli di Giovanni Castelbarco: il Castelnuovo di Noarna, il Castello di Castellano, Castel Corno ed il Castello di Nomi.
Castelnuovo e Castellano passarono sotto l'egida dei Lodron (nacque il ramo lagarino dei Lodron che governò fino al 1703 il Feudo di Castellano-Castelnuovo), mentre Castel Corno e Nomi tornarono alla diocesi tridentina.
Nel 1462, Hack cedette gli ultimi diritti giurisdizionali, ancora rimasti alla chiesa vescovile di Trento sul nucleo cittadino di Bolzano, all'arciduca Sigismondo.

## La Regola Feudale di Predazzo

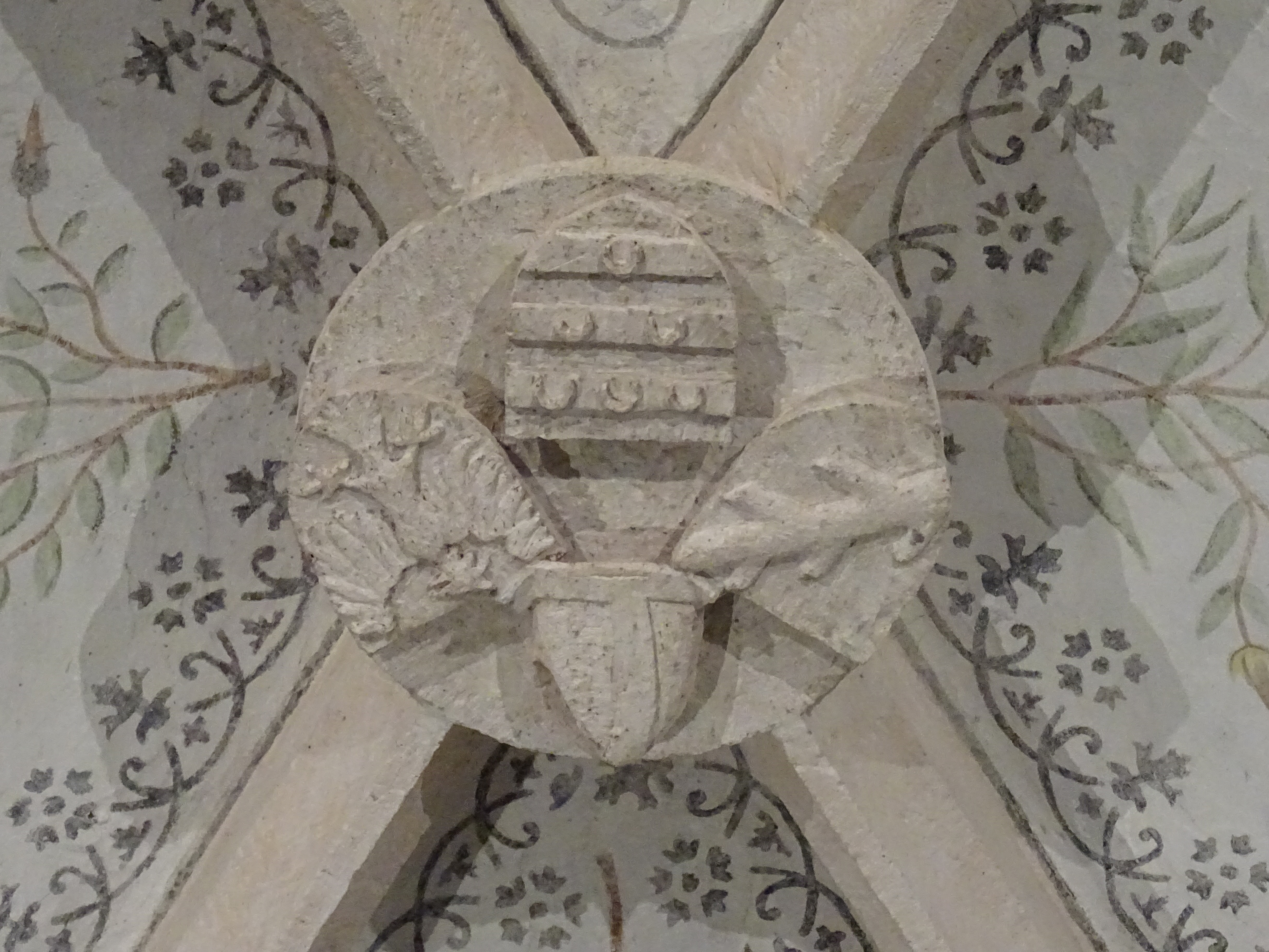
Stemma vescovile di Giorgio Hack sulla chiave di volta della pieve di Cavalese

Il suo nome è legato a un documento del 1447 nel quale concesse ai contadini di Predazzo un diritto di feudo. Gli abitanti del monte Vardabio in val di Fiemme furono investiti di questo diritto come era già avvenuto in condizioni simili in epoche precedenti ai loro antenati.